# Ōi (shōgi)
Ōi (王位?) es uno de los siete títulos en el shōgi profesional japonés. El nombre significa "el rango (o posición) del rey" (ō(王) = rey, i(位) = posición o rango).

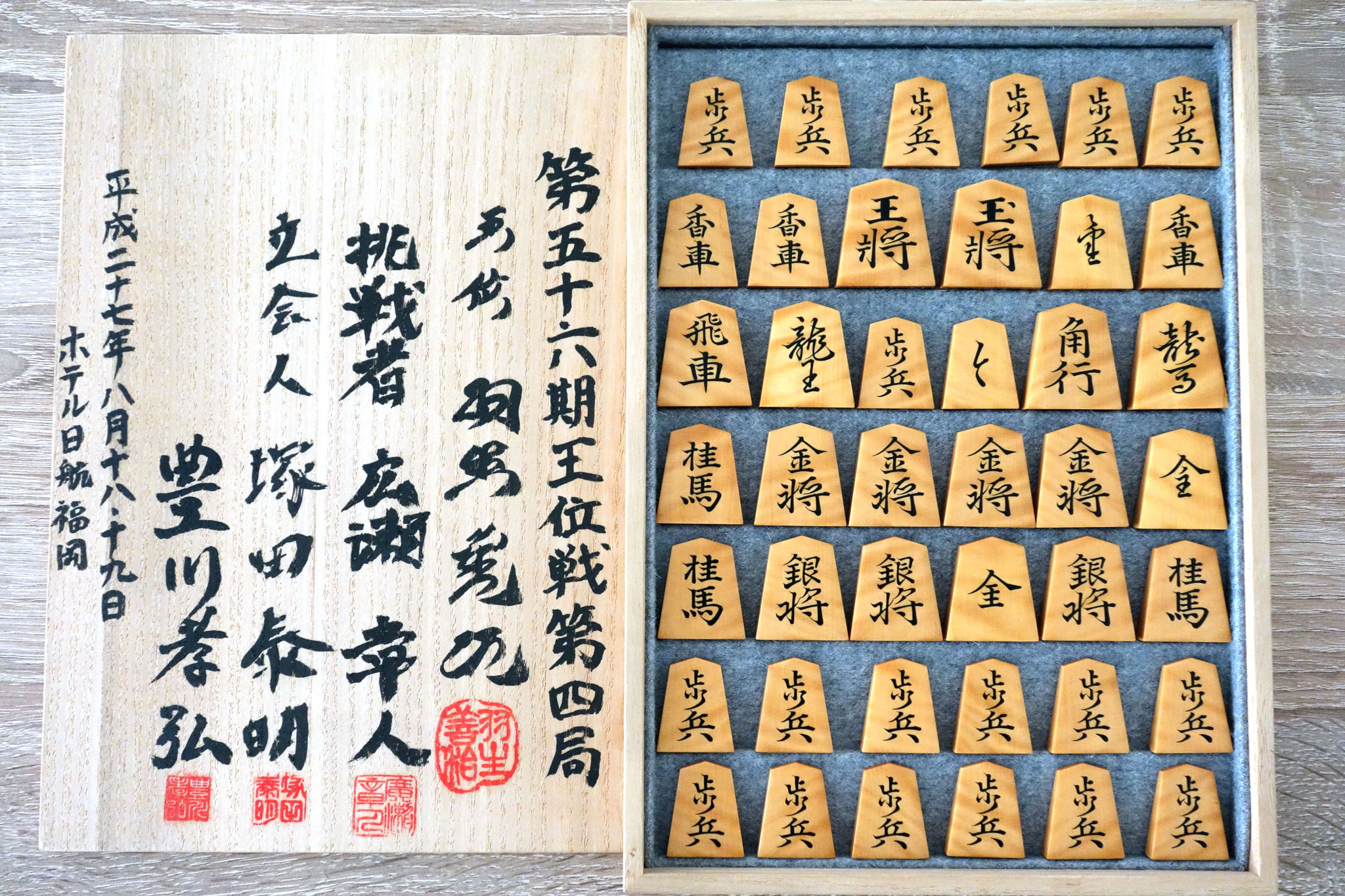
Ōi shōgi

La primera edición del torneo tuvo lugar en 1960.
El competidor queda determinado por una fase preliminar de tres pasos: primera eliminatoria, liguilla y liguilla final. Los ocho mejores jugadores de la primera eliminatoria y los cuatro mejores de la edición anterior se reparten en dos ligas de seis jugadores cada una. El mejor jugador de cada liga queda clasificado para la liguilla final, y el ganador pasa a ser el aspirante al título.
El primer jugador en ganar cuatro partidas de siete se convertirá en el nuevo poseedor del título Ōi.

## Ōi honorífico
El Ōi Honorífico ("Eisei-Ōi" = Ōi Perpetuo) es el título otorgado a un jugador que haya ganado el torneo cinco veces consecutivas o diez veces en total.
A fecha de 2009, tres jugadores han conseguido el Ōi Honorífico:
- Yasuharu Oyama
- Makoto Nakahara
- Yoshiharu Habu